# Gare de Brumath
Gare de Brumath vasútállomás Franciaországban, Brumath településen.

## Vasútvonalak
Az állomást az alábbi vasútvonalak érintik:
- Noisy-le-Sec-Strasbourg-Ville-vasútvonal

## Kapcsolódó állomások
A vasútállomáshoz az alábbi állomások vannak a legközelebb:
- Gare de Mommenheim (Gare de Saverne)
- Gare de Stephansfeld (Gare de Sélestat)
- Gare de Strasbourg